# XMLGUI
XMLGUI – framework KDE do projektowania interfejsu aplikacji przy pomocy XML oraz idei zdarzeń.
W tym frameworku programista projektuje zdarzenia, które mają być zaimplementowane w programie, na podstawie zestawu zdarzeń zdefiniowanych dla KDE, takich jak otwieranie pliku czy zamykanie programu. Każde zdarzenie może być powiązane z różnymi danymi, takimi jak ikony, tekst podpowiedzi, dymki.
Zdarzenia nie są wstawiane przez programistę do menu głównego oraz pasków narzędziowych, tylko programista definiuje plik XML definiujący układ menu głównego i paska narzędziowego. Używając tego systemu, użytkownik może zmienić układ interfejsu graficznego programu bez modyfikacji kodu źródłowego.
Ponadto XMLGUI znajduje zastosowanie w tworzeniu komponentów KParts i ich prostej integracji z własnym interfejsem, co znalazło zastosowanie w programie Konqueror.